# Lepidopora symmetrica
Lepidopora symmetrica is een hydroïdpoliep uit de familie Stylasteridae. De poliep komt uit het geslacht Lepidopora. Lepidopora symmetrica werd in 1991 voor het eerst wetenschappelijk beschreven door Cairns. 